# Etha tuberculata
Etha tuberculata är en stekelart som först beskrevs av Tohru Uchida 1932.  Etha tuberculata ingår i släktet Etha och familjen brokparasitsteklar. Inga underarter finns listade i Catalogue of Life.